# Спортивная улица (Казань)
Спортивная улица (тат. Спорт урамы, Sport uramı) — улица в Советском районе Казани, в историческом районе Клыковка.  

## География
Начинаясь от перекрёстка с Гвардейской улицей, заканчивается пересечением с улицей Шуртыгина. Ближайшие параллельные улицы ― Аделя Кутуя и Волочаевская.

## История
Возникла не позднее 1920-х годов на Клыковской стройке как Банная улица. азвана протоколом комиссии Казгорсовета по наименованию улиц б/н от 2 ноября 1927 года, утверждённому 15 декабря того же года.
По состоянию на вторую половину 1930-х годов, на улице имелось 16 домовладений: №№ 1–19 по нечётной стороне и №№ 2–12 по чётной стороне; три дома принадлежали домоуправлениям, остальные — частные. На тот момент улица начиналась от Советской улицы и пересекала улицу Авиахима.
Застройка улицы многоквартирными домами, преимущественно малоэтажными сталинками в 1950-х – начале 1960-х годов, часть из них была ведомственными. Примерно в то же время, часть улицы западнее Гвардейской улицы прекратил существование, попав в зону многоэтажной застройки. В 1990-е – начале 2000-х годов значительная часть малоэтажных сталинок была снесена во время программы ликвидации ветхого жилья, на их месте были построены девятиэтажные дома.
После вхождения Клыковской стройки в состав Казани, административно относилась к 3-й городской части. После введения в городе деления на административные районы входила в состав Бауманского (до 1935) и Советского (до 1957 года Молотовского, с 1935) районов.

## Объекты
- № 20, 22, 24/52 — жилые дома Татпотребсоюза.[18][19][20]
- № 31 ― жилой дом завод комбината стройматериалов.[21] В этом доме располагалась библиотека № 3 и сберкасса.[22]

## Транспорт
Общественный транспорт по улице не ходит. Ближайшие остановки общественного транспорта — «Аделя Кутуя» (автобус, троллейбус, трамвай) на пересечении улиц Аделя Кутуя и.Гвардейской. 